# Anđelko Đuričić
Anđelko Đuričić, cyr. Анђелко Ђуричић (ur. 21 listopada 1980 w Pančevie) – serbski piłkarz grający na pozycji bramkarza.

## Kariera
Anđelko Đuričić jest wychowankiem klubu ze swojego rodzinnego miasta, Dinamo Pančevo. W 2002 roku przeszedł do Hajduka Kula. Przez 7 sezonów zagrał w 141 meczach ligowych. W 2009 roku, Đuričić podpisał kontrakt z klubem Primeira Liga, União Leiria. W 2010 roku zadebiutował w reprezentacji Serbii w meczu z Nową Zelandią. 1 czerwca 2010 roku został powołany do kadry na Mistrzostwa świata. Nie zagrał jednak żadnego meczu na tym turnieju. W 2011 roku odszedł do egipskiego Al-Ittihad Aleksandria.

### Statystyki
| Sezon     | Klub              | Liga              | Mecze | Gole |
| --------- | ----------------- | ----------------- | ----- | ---- |
| 2000/2001 | FK Dinamo Pančevo | Prva liga Srbija  | 33    | 0    |
| 2001/2002 | FK Dinamo Pančevo | Prva liga Srbija  | 34    | 0    |
| 2002/2003 | Hajduk Kula       | Super liga Srbije | 1     | 0    |
| 2003/2004 | Hajduk Kula       | Super liga Srbije | 1     | 0    |
| 2004/2005 | Hajduk Kula       | Super liga Srbije | 18    | 0    |
| 2005/2006 | Hajduk Kula       | Super liga Srbije | 28    | 0    |
| 2006/2007 | Hajduk Kula       | Super liga Srbije | 31    | 0    |
| 2007/2008 | Hajduk Kula       | Super liga Srbije | 33    | 0    |
| 2008/2009 | Hajduk Kula       | Super liga Srbije | 29    | 0    |
| 2009/2010 | União Leiria      | Primeira Liga     | 26    | 0    |
| 2010/2011 | União Leiria      | Primeira Liga     | 1     | 0    |